# Étienne III (prince de Moldavie)
Pour les articles homonymes, voir Ștefan cel Mare et Étienne III.
Étienne III Mușat (patronyme de sa famille), dit Étienne le Grand (en roumain Ștefan cel Mare), né en 1433 à Borzești et mort le 2 juillet 1504 à Suceava, est un voïvode de Moldavie qui a régné de 1457 à 1504.

## Biographie

### Origines familiales
Étienne le Grand, issu de la famille des Mușatini, est un des fils du prince de Moldavie Bogdan II Mușat et d'une de ses épouses successives, soit Maria, soit la princesse Oltea, sœur du boyard Vlaicou, qui serait originaire de la principauté de Valachie. 
Il serait dans ce dernier cas un cousin au premier degré de Vlad III l'Empaleur (Vlad Ṭepeș). 
Selon les chroniqueurs moldaves Miron Costin et Grigore Ureche, Étienne Mușat était un « homme de petite taille, rouquin, râblé, portant cheveux longs et moustache ». C'est bien ainsi qu'il figure sur une fresque exécutée de son vivant dans l'église du monastère de Humor, mais les peintures et statues modernes le représentent plus grand, mince, élancé et d'une physionomie plus sévère.

### Prise du pouvoir par un coup d'État (1457)

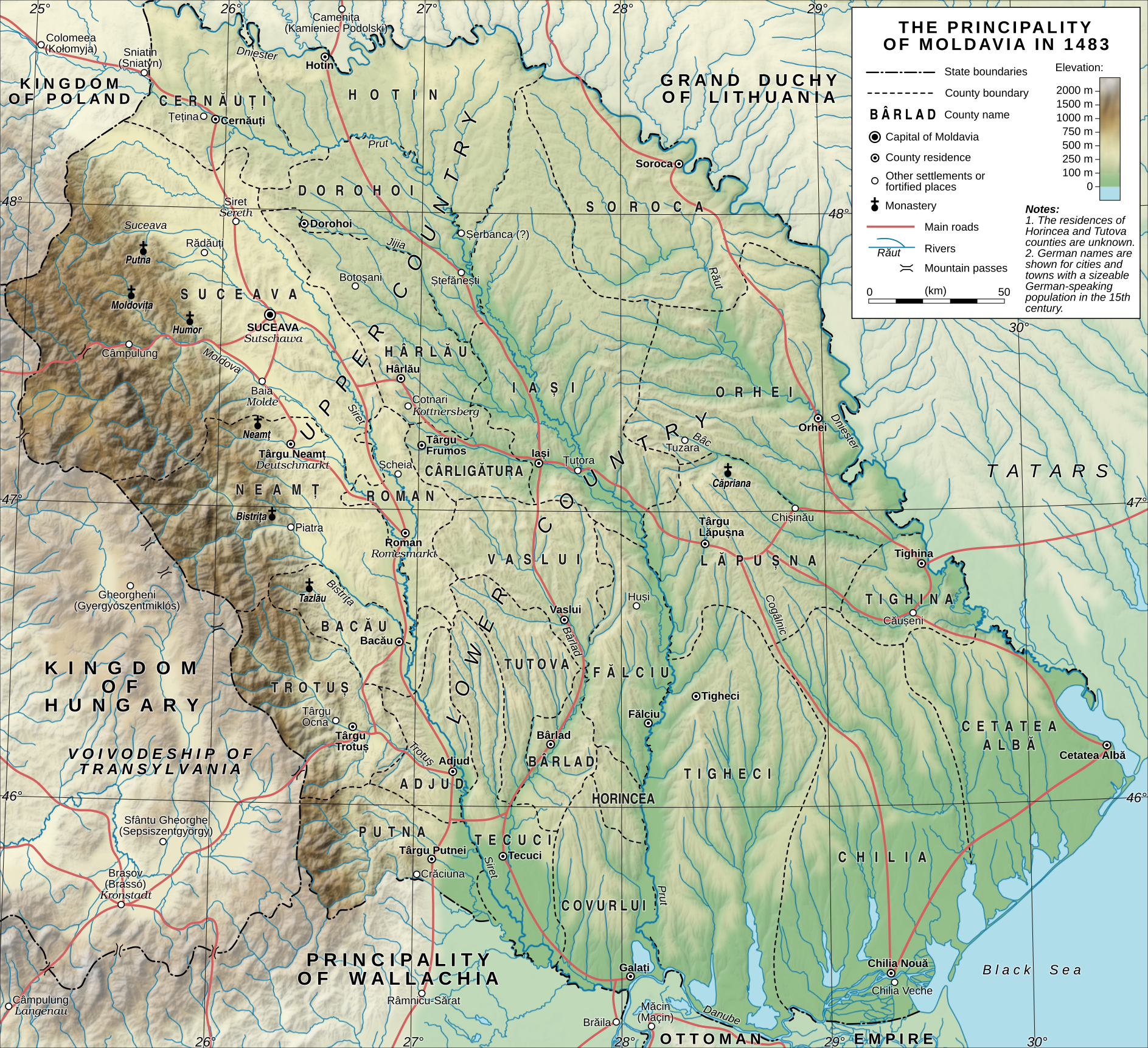
La principauté de Moldavie en 1483.

La couronne étant élective en Moldavie, Étienne III Mușat peut y prétendre, étant grand boyard, mais son élection étant incertaine, il s'empare du trône par un coup d'État mené avec son armée à Suceava, capitale de la principauté, en avril 1457. Le prince régnant, Petru Aron, s'enfuit dans le royaume de Pologne, dont la Moldavie est la vassale (de 1387 à 1497). 
Étienne est acclamé prince de Moldavie par le Sfatul Ţării (assemblée de la noblesse) et béni le 14 avril par le métropolite de Moldavie, Théoctiste Ier (en),.

### Gouvernement
Le 13 mars 1458, il renouvelle les franchises accordées par Alexandre Ier de Moldavie aux marchands allemands de Transylvanie afin favoriser le commerce entre la Moldavie et la Transylvanie. En revanche, il ne renouvelle pas ceux des Génois dans leurs comptoirs des ports de Polihronia, Oblucița (aujourd'hui Reni ou Izmail), Chilia, Licostomo (aujourd'hui Periprava (ro)) et Cetatea Albă, mais fortifie ces cités et développe sa propre flotte de commerce et de guerre. 
Il réorganise aussi l'armée, préférant recruter des fermiers (răzeşi) ou des bergers (mocani) libres qu'il n'hésite pas à anoblir, plutôt que d'utiliser des mercenaires. Il agrandit et consolide les principales forteresses, qui peuvent désormais résister aux tirs d'artillerie : Hotin, Neamț, Soroca, Tighina, Cetatea Albă et Suceava. Il laisse à Mathias Ier Corvin, roi de Hongrie, l'usufruit des anciens comptoirs génois de Chilia et Cetatea Albă, ce qui permet à la Hongrie de disposer de deux ports sur la mer Noire.

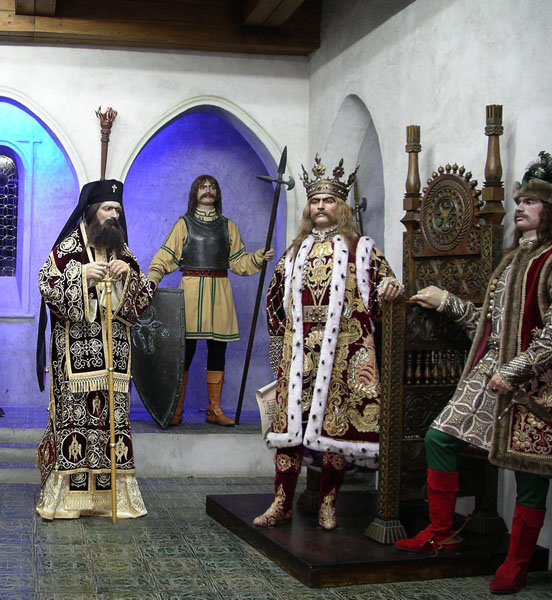
Reconstitution du trône d'Étienne le Grand au Musée d'histoire de Suceava.

Recherchant le soutien des métropolites de Suceava, Étienne édifie des monastères et des églises mais pratique la tolérance religieuse : des églises catholiques s'ouvrent à Baia, Suceava, Bacău et Chilia, des synagogues à Baia, Roman, Iași et Chilia. Beaucoup d'églises bâtis sous son règne, de même que les monastères de Poutna et de Voronets sont toujours debout et ont conservé leurs fresques polychromes d'origine.

### Conflit avec la Hongrie (1459-1467)
Le 4 avril 1459, il signe une nouvelle alliance avec le royaume de Pologne, qui le reconnaît comme voïvode légitime malgré le coup d'État perpétré en 1457. Ayant ainsi assuré ses arrières, il pénètre en 1461 en Transylvanie, vassale du royaume de Hongrie pour piller le Pays sicule, et rentre avec un important butin. Il révoque les exemptions de taxes de la Hongrie dans les ports moldaves de Chilia, et de Cetatea Albă en 1465, ce qui mène Matthias Corvin à confisquer ses domaines en Transylvanie (citadelles de Balta et Ciceu près de Dej) et à envahir la Moldavie (19 novembre 1467). 
Les Hongrois incendient Roman et menace Suceava, puis entrent dans Baia, dont ils se font chasser par Étienne dans la nuit du 14 au 15 décembre. La situation reste indécise, mais la menace ottomane détermine les deux monarques à se réconcilier : Étienne récupère ses domaines de Transylvanie et Matthias ses privilèges dans les ports moldaves.

### Victoire sur les Tatars (1470)
Le 20 août 1470, Étienne bat les Tatars criméens dans la forêt de Lipnic près du Nistru, arrête leurs pillages, libère leurs captifs de l'esclavage et fait de nombreux prisonniers Roms qui étaient les éclaireurs, charriers, maquignons et ferblantiers des Tatars, mais deviennent serfs (robi) des boyards ou des monastères moldaves. Des princes tatars sont également capturés et gardés prisonniers contre rançon : quelques-uns, ne pouvant être libérés, préfèrent passer à l'orthodoxie et s'intégrer à l'aristocratie moldave, comme le khan Temir, à l'origine de la famille princière moldave Cantemir.

### Résistance aux Ottomans

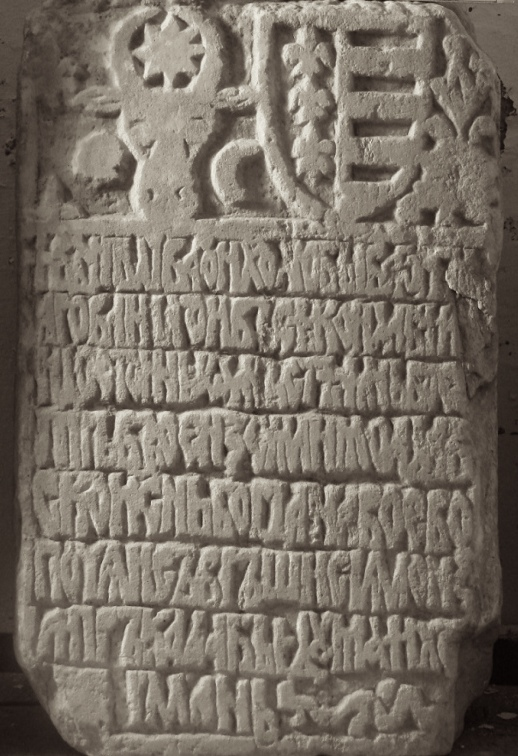
Inscription-dédicace gréco-cyrillique de Cetatea Albă avec les armoiries de la principauté de Moldavie (tête d'aurochs à gauche) et d'Étienne le Grand (à droite).

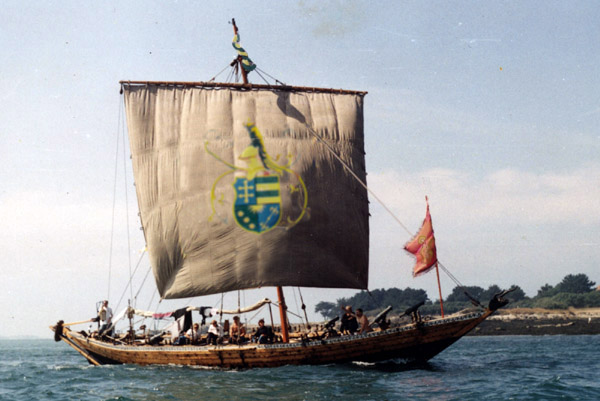
Une ceaică (voilier léger armé de couleuvrines) comme celles de la flotte d'Étienne III de Moldavie qui fit campagne en Crimée.

En 1470 et en 1473, Étienne le Grand s'immisce dans les querelles dynastiques de la principauté de Valachie où il impose comme voïvode Basarab III Laiotă cel Bătrân qui cède à la Moldavie la région valaque de Vrancea, au nord-ouest de Focșani. Face aux progrès de l'Empire ottoman, Basarab III doit peu après se reconnaître vassal du sultan turc Mehmed II.
En 1472, Étienne III, veuf, épouse en troisièmes noces Marie Assénide-Paléologue, princesse de l'État byzantin de Théodoros, sur la mer Noire, en Crimée. Il s'immisce dans les querelles dynastiques de Théodoros, envoyant une flotte et une armée à la famille de son épouse : les Ottomans réagissent et débarquent dans la principauté le 6 juin 1475, mettant fin, 22 ans après la chute de Constantinople, au tout dernier état grec jusqu'à l'indépendance de la Grèce moderne au XIXe siècle. Marie Paléologue, qui avait eu quatre enfants d'Étienne, mourut deux ans plus tard et fut enterrée au monastère de Poutna, dans le district de Vrancea. Face à l'expansion ottomane, de nombreux Grecs de Crimée, de Bulgarie, de Dobrogée, de Constantinople et du Pont se réfugient en Valachie et en Moldavie, amenant avec eux icônes, reliques, bibliothèques, savoir-faire artistiques, artisanaux, viticoles et commerciaux, ce qui contribua à faire du règne d'Étienne III un « âge d'or » de la Moldavie.
Le 12 juillet 1474, à Iași, Étienne reconnait la suzeraineté du roi de Hongrie Matthias Corvin et confirme les exemptions des marchands hongrois en Moldavie. Ainsi la Moldavie a deux alliés contre la menace ottomane : la Hongrie et la Pologne.
Le 10 janvier 1475, Étienne repousse les Ottomans du sultan Mehmed II à la bataille de Vaslui. Cette victoire a un grand retentissement, parvenant jusqu'aux oreilles du pape Sixte IV qui le qualifie de « champion du Christ ». Malgré cela, ses tentatives de former un grand front uni contre les Ottomans avec les princes chrétiens d'Europe, échouent : les Ottomans prennent la colonie génoise de Caffa en Crimée.
Le 26 juillet 1476, l'armée d'Étienne, repliée dans la vallée de la Moldova, après avoir pratiqué la politique de la terre brûlée devant les Ottomans, est pourtant battue à la Valea Albă, au nord-ouest de Roman. La Moldavie est dévastée, et si les Ottomans lèvent le siège de Suceava et de Hotin le 10 août 1476, c'est seulement faute de ravitaillement. Étienne signe la paix avec les Ottomans, et se résout à leur payer un tribut annuel de 6 000 ducats d'or. La Moldavie devient ainsi vassale de trois voisins simultanément : la Hongrie, la Pologne et l'Empire ottoman, situation diplomatiquement instable.
Cela n'empêche pas, le 14 juillet 1484, le sultan Bajazed II de s'emparer de Chilia, et le 9 août, de Cetatea Albă, ce qui enclave la Moldavie en la privant de ses ports sur la mer Noire. La flotte moldave est détruite et l'armée ottomane dévaste le pays jusqu'à la capitale Suceava, incendiée le 19 septembre 1485. Étienne renouvelle son serment de fidélité au roi de Pologne Casimir IV Jagellon, et réussit, avec l'aide de celui-ci, à battre les Turcs le 16 novembre, mais ne peut reprendre Chilia. En 1489, il accepte de se reconnaître définitivement tributaire du sultan, mais assure ainsi à la principauté de Moldavie son autonomie vis-à-vis de la « Sublime Porte ».

### Conflit avec la Pologne
Depuis 1387, la principauté de Moldavie était vassale et alliée de la Pologne qui, voyant Étienne prêter allégeance à la Hongrie et accepter de payer tribut à l'Empire ottoman, réagit : le 24 septembre 1497, le roi de Pologne Jean Ier Albert Jagellon assiège Suceava, sommant Étienne de réserver son allégeance à la seule Pologne.
Étienne négocie avec lui et obtient le retrait des troupes polono-lituaniennes vers Lwów, mais Jean Ier marche sur Siret et, manquant de ravitaillement, pille la ville. Étienne le poursuit et le surprend dans la forêt de Cosmin où il lui inflige une première défaite le 26 octobre. Le 30 octobre 1497, au moment où Jean traverse le Prut à Cernăuți, le reste de son armée est taillé en pièces à Sipinţi. Le 22 juin 1498, Étienne, poursuivant toujours Jean, dépasse ses frontières et entre en Podolie où il incendie plusieurs forteresses, et d'où emmène des milliers de personnes qu'il installe dans le nord de la Moldavie : c'est le début de la présence ukrainienne dans les territoires qui formeront, à partir de 1940, l'oblast de Tchernivtsi. Étienne signe un traité de paix avec la Pologne le 12 juillet 1499 : c'est la fin de la vassalité et de l'alliance polonaise pour la Moldavie.

### Fin du règne, canonisation, historiographie

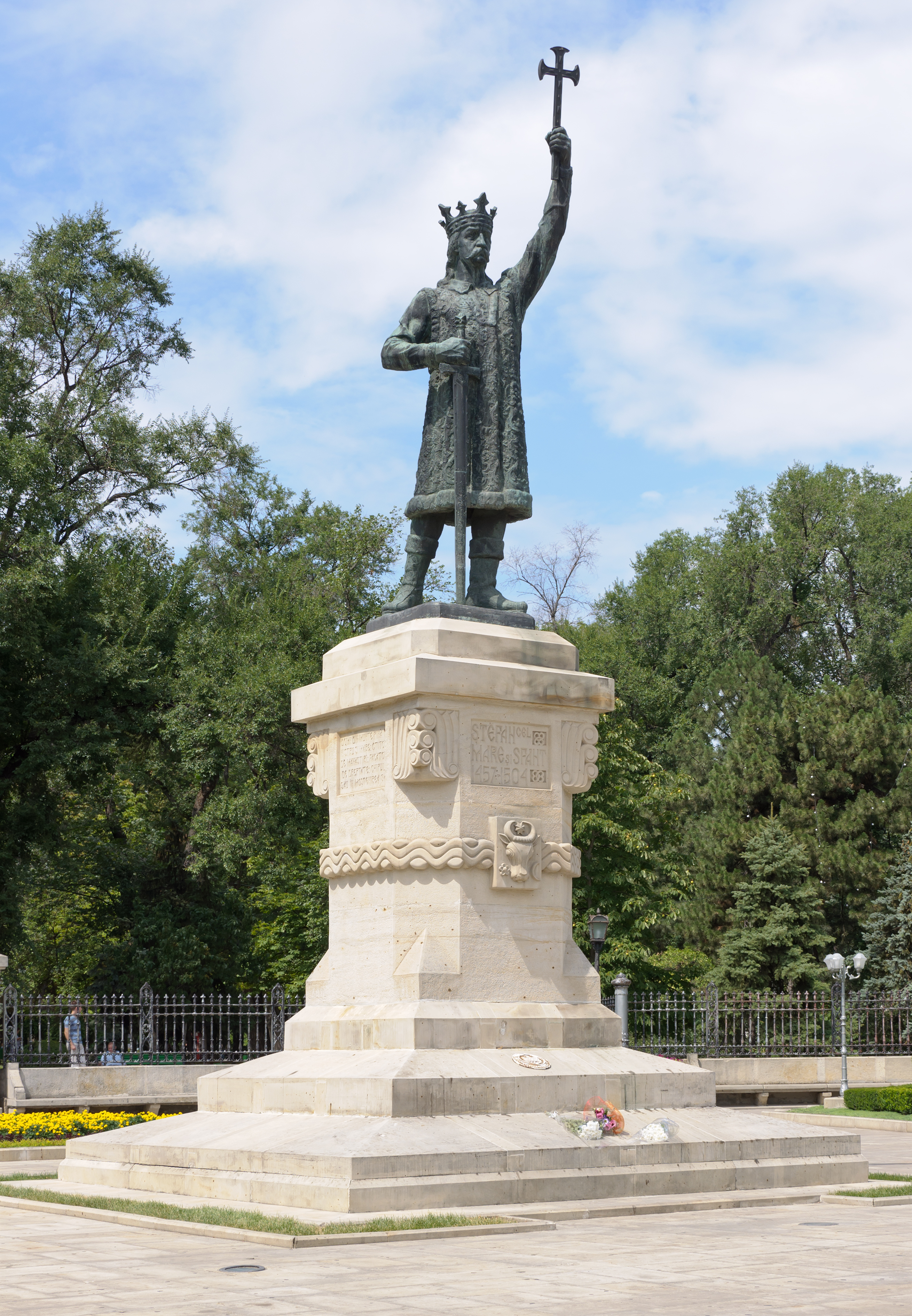
Monument d'Étienne III le Grand à Chișinău, Moldavie.

Durant les sept dernières années de son long règne, Étienne fait tout pour assurer au pays une paix durable, la prospérité commerciale et la vie culturelle et religieuse. Lui qui avait tant bataillé conseille à ses successeurs, quels qu'ils soient, de rechercher la paix. Il meurt le mardi 2 juillet 1504 et est enterré au monastère de Poutna.
Dans son Histoire de l'Empire ottoman, Dimitrie Cantemir, prince de Moldavie au début du XVIIIe siècle, rend hommage à son prédécesseur Étienne III : « Étienne, prince de Moldavie, fut le héros de son siècle : il vainquit le célèbre Mathias Corvin, roi de Hongrie, et lui ravit les passages montagneux de la Transylvanie qui, encore aujourd'hui, servent de limites à la Moldavie du côté du Couchant. Ses victoires réitérées lui valurent la Pocoutie et la Podolie, qu'il joignit à ses États après avoir défait les Polonais, dont il fit un terrible carnage, outre quinze mille prisonniers. Cela se passa près de Cotnari, renommé pour ses vins… Il réduisit sous son obéissance toutes les villes qui sont entre Leopole (Lwów, Lviv, Lemberg) et la Moldavie ; il donna bataille deux fois à Bajazed II et, dans toutes les deux, il eut l'avantage ; la seconde surtout fut une victoire complète ».
Au XIXe siècle, la Moldavie est divisée entre l'empire d'Autriche (qui en acquiert la région septentrionale, appelée depuis 1775 « Bucovine »), l'Empire russe (qui en acquiert la partie orientale, appelée depuis 1812 « Bessarabie »), et un reliquat de Principauté moldave vassale de l'Empire ottoman. La renaissance culturelle roumaine s'empare alors de la figure d'Étienne le Grand. L'unité de la Roumanie (et de l'ancienne Moldavie en son sein) est complète en novembre 1918 et la figure d'Étienne y est magnifiée. Depuis, il n'y a pas une ville en Roumanie (et, depuis 1991, en République de Moldavie) qui n'ait son artère, sa place ou son lycée Ștefan cel Mare et, souvent, sa statue.

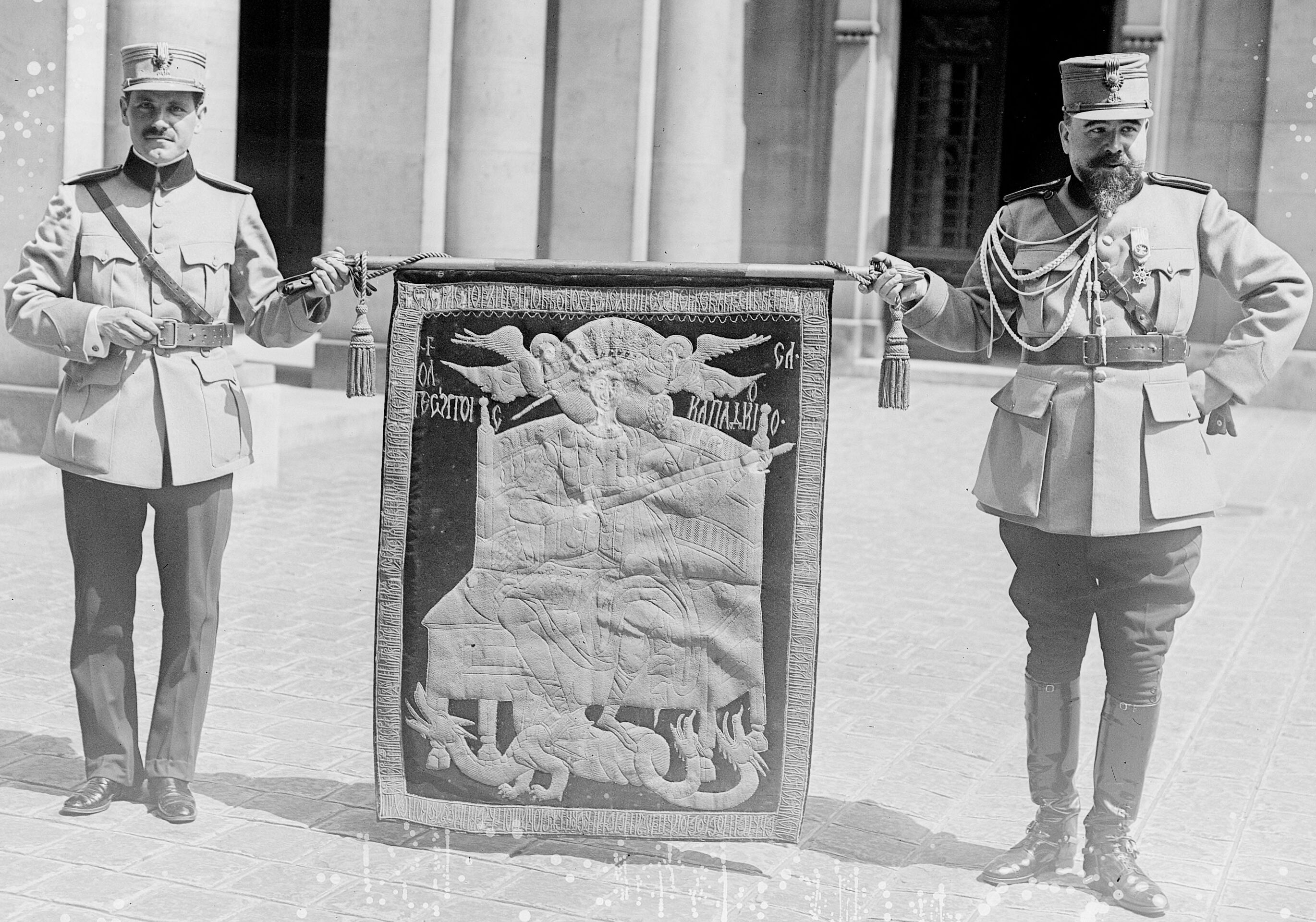
Bannière liturgique d'Etienne le Grand tenue par des militaires roumains à la Sorbonne en 1917.

Une bannière princière d'Étienne le Grand, de couleur pourpre, brodée de fils d'or et d'argent doré représentant saint Georges trônant et terrassant le dragon, a été réalisée en Moldavie autour de 1500. Elle avait été conservée au monastère de Zographou du mont Athos jusqu'en 1917, pendant la Première Guerre mondiale, lorsque la France l'obtint de la communauté monastique du mont Athos pour l'offrir à la Roumanie au moment où celle-ci s'unissait avec la République démocratique moldave nouvellement indépendante de la République russe. Mais concrètement, l'objet attendit 1920 pour être transféré à Bucarest dans des conditions de sécurité convenables. Devenue l'un des symboles des relations entre la France et la Roumanie, cette bannière a été exposée au département des objets d'art du Musée du Louvre en 2019,.

### Mariages et descendance
Étienne III le Grand épousa :
- en premières noces Maruşca (morte en 1457), dont il eut :
  - Alexandre (mort le 26 juillet 1496), qui épouse en 1489 Marguerite Assénide-Paléologue dont il eut Étienne V de Moldavie ;
- en deuxièmes noces, le 5 juin 1463, Eudoxie Olelkovitch (morte 4 septembre 1467), fille d'Alexandre (Olelko) Vladimirovitch prince de Kiev, dont il eut :
  - Ileana (Hélène), née en 1464 (morte le 18 janvier 1505) mariée en 1483 à Ivan (mort le 7 mars 1490) fils du prince Ivan III,
  - Pierre (mort le 21 novembre 1480) ;
- en troisièmes noces, le 14 septembre 1472, Marie Assénide-Paléologue, princesse de Théodoros (morte le 19 décembre 1477), inhumée à Poutna, dont il eut :
  - Bogdan, né le 3 septembre 1473 (mort le 26 juillet 1479),
  - Ilie, jumeau du précédent, né le 3 septembre 1473 (mort jeune),
  - Marie (morte en 1518 et inhumée à Poutna),
  - Anne, nonne à Bistritsa ;
- en quatrièmes noces, mars 1478, Marie Voichița (morte en 1511 et inhumée à Poutna), fille de Radu III le Beau, prince de Valachie, dont il eut :
  - Vlad, né le 9 mars 1479 rebaptisé Bogdan en juillet 1479 (Bogdan III le Borgne).

D'une liaison avec Marie de Hârlău il eut également un fils naturel :
- Pierre IV Rareș, prince de Moldavie.

## Légende et canonisation
Une légende populaire dit que la femme et la mère d'Étienne étaient dans un château. Ce dernier revint blessé après des luttes perdues contre les Turcs. Sa mère, du haut des remparts, refusa d'abaisser le pont-levis et lui cria qu'elle ne le reconnaissait pas car son fils ne revenait jamais vaincu d'une bataille. Elle poursuivit en vers : « Rassemble ton armée, pour ton pays meurs / Ta tombe couronnée sera couverte de fleurs ». Il repartit et remporta la victoire.
L'Église orthodoxe roumaine décide en 1992 de canoniser Étienne III en dépit des objections liées à son statut d'homme de guerre ayant, comme tous les souverains de son temps, exercé des cruautés. Depuis, les milieux nationalistes l'appellent Ștefan cel Mare şi Sfânt soit « saint Étienne le Grand », ce que des historiens comme Florin Constantiniu de l'Académie roumaine jugent « grotesque », eu égard au « terrible carnage » de Polonais cité par Dimitrie Cantemir. L'Église rétorque que sa décision s'inscrit dans une ancienne tradition européenne dont témoignent la canonisation de Charlemagne à la demande de Frédéric Barberousse dans l'Empire germanique, celle du roi Louis IX dit « Saint Louis » à la demande de Philippe le Bel en France ou encore celle de Venceslas Ier dit « Saint Venceslas » en Bohême-Moravie (actuelle Tchéquie).